# Burgstall Aufseß
Der Burgstall Aufseß ist eine abgegangene mittelalterliche Höhenburg auf 458,5 m ü. NN etwa 750 Meter südöstlich der Kirche von Aufseß im Landkreis Bayreuth in Bayern.
Vermutlich war es eine Burg der 1114 erstmals erwähnten Herren von Aufseß. Von der ehemaligen Burganlage ist nichts erhalten.